# 渡辺千賀
渡辺 千賀（わたなべ ちか）は、経営コンサルタント。株式会社「Blueshift Global Partners」の社長である。三菱商事をはじめとし、様々な技術関連の事業での日米企業間アライアンスと先端技術に関する戦略立案を行っている。

## 略歴
東京都立西高等学校、東京大学工学部都市工学科卒業、スタンフォード大学経営大学院経営修士 (MBA)。三菱商事にて、不動産開発向け情報システム企画開発、ソフトウェア・ハードウェアの事業企画、米国インターネット基盤技術ベンチャーへの投資に関わった後、マッキンゼーで戦略コンサルティングに従事。2000年（平成12年）からシリコンバレーに移り、コンサルティング事業を展開した。
また、NPOのJapanese Technology Professionals Associationのファウンディングメンバー・代表として、シリコンバレーの日本人プロフェッショナルの支援も行っている。

## 著書
- ヒューマン2.0 - web新時代の働き方 (かもしれない)（2006年12月8日発売・朝日新聞社）
- THE LEAN SERIES「RUNNNING LEAN -実践リーンスタートアップ-」（2012年12月21日・オライリージャパン） - 解説として参加